# Chapelle (Glâne)
Chapelle (Glâne) (oficialmente hasta 1953 Chapelle-sur-Gillarens, literalmente Capilla) es una comuna suiza del cantón de Friburgo, situada en el distrito de Glâne. Limita al oeste y al norte con la comuna de Rue, al este con Le Flon, y al sureste y sur con Oron (VD).